# Elsa Lila
Elsa Lila (* 4. Juni 1981 in Tirana) ist eine albanische Sängerin, die in Italien lebt.
Lilas Eltern waren Musiker; ihr Vater war als Sänger in einem Staatschor tätig; ihre Mutter war Violinistin. 
1996 und 1997 gewann sie das Festivali i Këngës, den bedeutendsten Song-Contest Albaniens, und 1998 in Warna einen internationalen Song-Contest, bei dem 15 Nationen vertreten waren. 1999 wurde sie von der staatlichen Rundfunkgesellschaft zur albanischen Sängerin des Jahrhunderts gekürt. Im selben Jahr hatte sie die erste Austragung des Musikfestivals Kënga Magjike gewonnen.
2007 ging sie in der Newcomer-Kategorie des 57. Sanremo-Festivals ins Rennen.
2022 wurde sie von der Jury erneut zur Gewinnerin des Festivali i Këngës gewählt. Beim Eurovision Song Contest 2023 war sie jedoch nicht dabei: Als Vertreterin Albaniens wurde – als Gewinnerin des Televotings – Albina Kelmendi bestimmt. 